# Victor Tedesco Stadium
El Victor Tedesco Stadium es un estadio de fútbol ubicado en la ciudad de Hamrun en Malta y actualmente es la sede del Ħamrun Spartans FC. El estadio actualmente es de categoría dos estrellas de la FIFA.

## Historia
Fue inaugurado en 1996 y en sus inicios la capacidad del estadio es de 6000 espectadores, pero solo menos de 2000 están sentados. En de la remodelación del 2008 se colocó una gramilla artificial.
El estadio es utilizado como sede para partidos de la Maltese Premier League, la Maltese First Division y algunos partidos de la Maltese Second Division. También lo utilizan equipos de categoría menor del Ħamrun Spartans FC.
El 4 de junio de 2010 se jugó en primer partido de rugby league donde la selección de Malta luego de ir perdiendo al medio tiempo 0–10 ante Noruega, terminaría ganando 30–20 para ganar la Rugby League European Federation Bowl.